# Антиэрмитова матрица
Антиэрмитова матрица (косоэрмитова матрица) — квадратная матрица {\displaystyle A}, эрмитово сопряжение которой меняет знак исходной матрицы:
{\displaystyle A^{*}=-A},
или поэлементно:
{\displaystyle a_{i,j}=-{\overline {a_{j,i}}}},
где через {\displaystyle {\overline {x}}} обозначено комплексное сопряжение числа {\displaystyle x}.

## Свойства
Матрица {\displaystyle B} эрмитова тогда и только тогда, когда матрица {\displaystyle iB} антиэрмитова. Отсюда следует, что если {\displaystyle A} — антиэрмитова, то матрицы {\displaystyle \pm iA} эрмитовы. Также любая антиэрмитова матрица {\displaystyle A} может быть представлена в виде {\displaystyle A=iB}, где {\displaystyle B} — эрмитова. Таким образом, свойства антиэрмитовых матриц могут быть выражены при помощи свойств эрмитовых и наоборот.
Матрица {\displaystyle A} антиэрмитова тогда и только тогда, когда {\displaystyle X^{*}A^{*}Y=-X^{*}AY} для любых векторов {\displaystyle X} и {\displaystyle Y} (форма {\displaystyle X^{*}AY} — антиэрмитова).
Антиэрмитовы матрицы замкнуты относительно сложения, умножения на вещественное число, возведения в нечётную степень, обращения (невырожденных матриц).
Антиэрмитовы матрицы являются нормальными.
Чётная степень антиэрмитовой матрицы является эрмитовой матрицей. В частности, если {\displaystyle A} — антиэрмитова, то {\displaystyle A^{2}} — эрмитова.
Собственные числа антиэрмитовой матрицы либо нулевые, либо чисто мнимые.
Любую квадратную матрицу можно представить как сумму эрмитовой и антиэрмитовой {\displaystyle M=M_{h}+M_{a}},
где:
{\displaystyle M_{h}={\frac {1}{2}}(M+M^{*})} — эрмитова,
{\displaystyle M_{a}={\frac {1}{2}}(M-M^{*})} — антиэрмитова.
Матрица {\displaystyle A} антиэрмитова тогда и только тогда, когда её экспонента {\displaystyle e^{A}} унитарна.
Антиэрмитовы матрицы образуют алгебру Ли {\displaystyle {\mathfrak {u}}(n)} группы Ли {\displaystyle U(n)}.
Для любого комплексного числа {\displaystyle \lambda } такого, что {\displaystyle |\lambda |=1}, существует взаимно однозначное соответствие между унитарными матрицами {\displaystyle U}, не имеющих собственных чисел равных {\displaystyle a}, и антиэрмитовыми матрицами {\displaystyle A}, задаваемое формулами Кэли:
{\displaystyle U=\lambda (A-I)(A+I)^{-1}},
{\displaystyle A=\lambda (aI+U)(aI-U)^{-1}},
где {\displaystyle I} — единичная матрица.
В частности, при {\displaystyle \lambda =-1}:
{\displaystyle U=(I-A)(I+A)^{-1}},
{\displaystyle A=(I-U)(I+U)^{-1}}.